# بيت صلاح (ذي السفال)

تعديل مصدري - تعديل

بيت صلاح محلة تابعة لقرية شبعان، التابعة لعزلة شوائط بمديرية ذي السفال إحدى مديريات محافظة إب في الجمهورية اليمنية، بلغ تعداد سكانها 40 حسب تعداد اليمن لعام 2004.